# Iñigo Cabacas
L'affaire Iñigo Cabacas fait référence à la mort le 9 avril 2012 d'Iñigo Cabacas, supporter du club de football de l'Athletic Club Bilbao âgé de 28 ans et originaire de Basauri, des suites de ses blessures provoquées par un tir par la police d'une balle en caoutchouc dans la tête le 5 avril 2012.

## Les faits
Après le match opposant son équipe à celle de Schalke 04, Iñigo Cabacas se rend au bar Kirruli situé rue Maria Diaz de Haro. A 23h27, le service SOS Deiak (eu) reçoit un appel signalant la présence de deux personnes blessées après une bagarre près du bar. Trois camionnettes de la Ertzaintza se rendent sur place. A 23h41, un nouvel appel indique qu'un homme est gravement blessé. Iñigo Cabacas est touché à la tête par un tir de flash-ball et est évacué vers l'hôpital universitaire de Basurt aux alentours de minuit, où lui est diagnostiquée une fracture du crâne et de graves lésions cérébrales. Tombé dans le coma, il est placé sous ventilation mécanique ; il décède des suites de ses blessures le 9 avril au matin.
L'autopsie confirme que la mort a été provoquée par un projectile du même type que ceux utilisés par les lanceurs de balles de défense utilisés par la police.

## L'enquête
Après les événements, le ministère de l'Intérieur du Gouvernement basque ouvre une enquête interne et le ministre de l'Intérieur Rodolfo Ares (eu) et le directeur de la police José Antonio Varela sont auditionnés par le Parlement basque, avançant la thèse d'une négligence ou d'un accident dans un contexte d'agression des forces de l'ordre par des personnes en état d'ébriété. Le Procureur général du Pays basque Juan Calparsoro déclare qu'il s'agit probablement d'un homicide par imprudence et que la mort de Cabacas est fortuite.
Un an après les faits, la presse dévoile les enregistrements des échanges entre les agents de la Ertzaintza présents sur place et leur chef Ugarteko situé au commissariat de Deusto, durant lesquels ce dernier demande à ses hommes d'intervenir par tous les moyens (con todo lo que tenemos) et de pénétrer dans le bar Kirruli, bien que ces derniers lui indiquent que la situation est sous contrôle,.

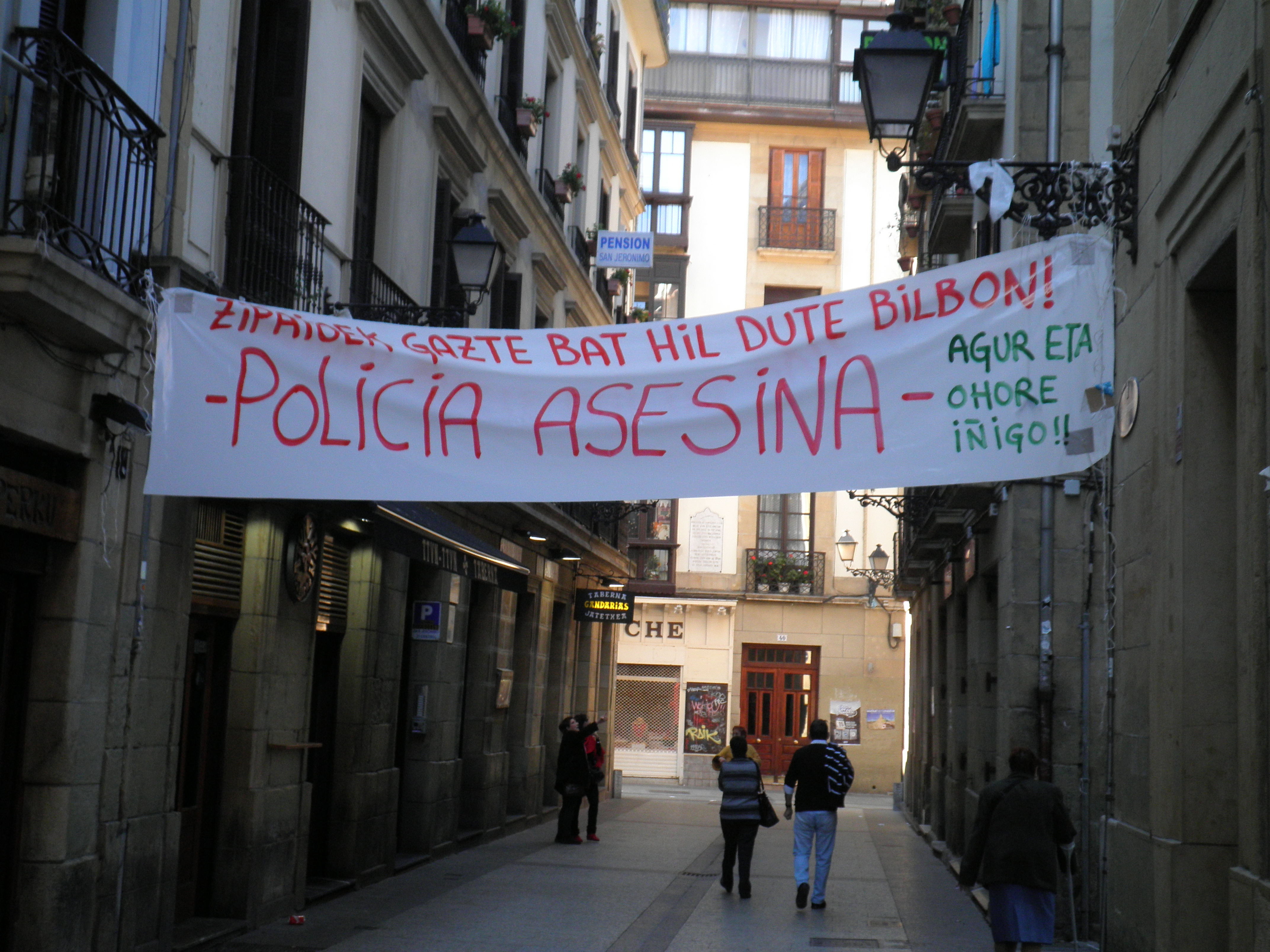
Banderole dénonçant le rôle de la police dans la mort d'Iñigo Cabacas

À la suite des révélations de la presse, le Département de la sécurité du gouvernement basque déclare que six agents présents durant l'intervention de la police au moment du tir mortel sont relevés de leurs fonctions opérationnelles et affectés à d'autres missions.
Ugarteko porte plainte contre le directeur du journal Gara Iñaki Soto, le journaliste Iñaki Iriondo et l'avocate des parents de la victime Jone Goirizelai, réclamant 250 000 euros pour avoir porté préjudice à sa carrière, ne pas avoir respecté son honneur et son intimité. Le procureur requiert une indemnité de 13 000 euros et un retrait de plusieurs articles pour non respect de la présomption d'innocence, mais le tribunal de Bilbao déboute Ugarteko.
Selon le responsable de la Ertzaintza José Antonio Varela, vingt quatre agents munis de neuf flash-balls étaient sur les lieux ; six policiers ont fait usage de leur arme. Mais l'enquête révèle que la procédure encadrant l'usage des flash-balls n'avait pas été respectée (pas de comptage du nombre de tirs et d'enregistrement de l'attribution des armes aux agents).
Le ministère de l'Intérieur propose une indemnité financière en compensation d'un arrêt des investigations aux parents de la victime, estimant qu'il sera quasiment impossible de connaître la vérité, proposition qui est refusée par la famille Cabacas. Celle-ci juge j'enquête judiciaire trop lente et s'efforce de recueillir des éléments avec l'aide du comité Iñigo Gogoan, qui confirment les révélations de la presse et dénoncent des négligences graves lors de l'intervention de la police et dans la construction de l'enquête,. Des témoignages font état d'une intervention disproportionnée de la police, y compris contre une personne qui souhaitait apporter les premiers soins à Iñigo Cabacas.
En novembre 2013, Jorge Aldekoa, alors responsable du commissariat de Bilbao au moment des faits, est promu responsable de la Ertzaintza.

## Le procès

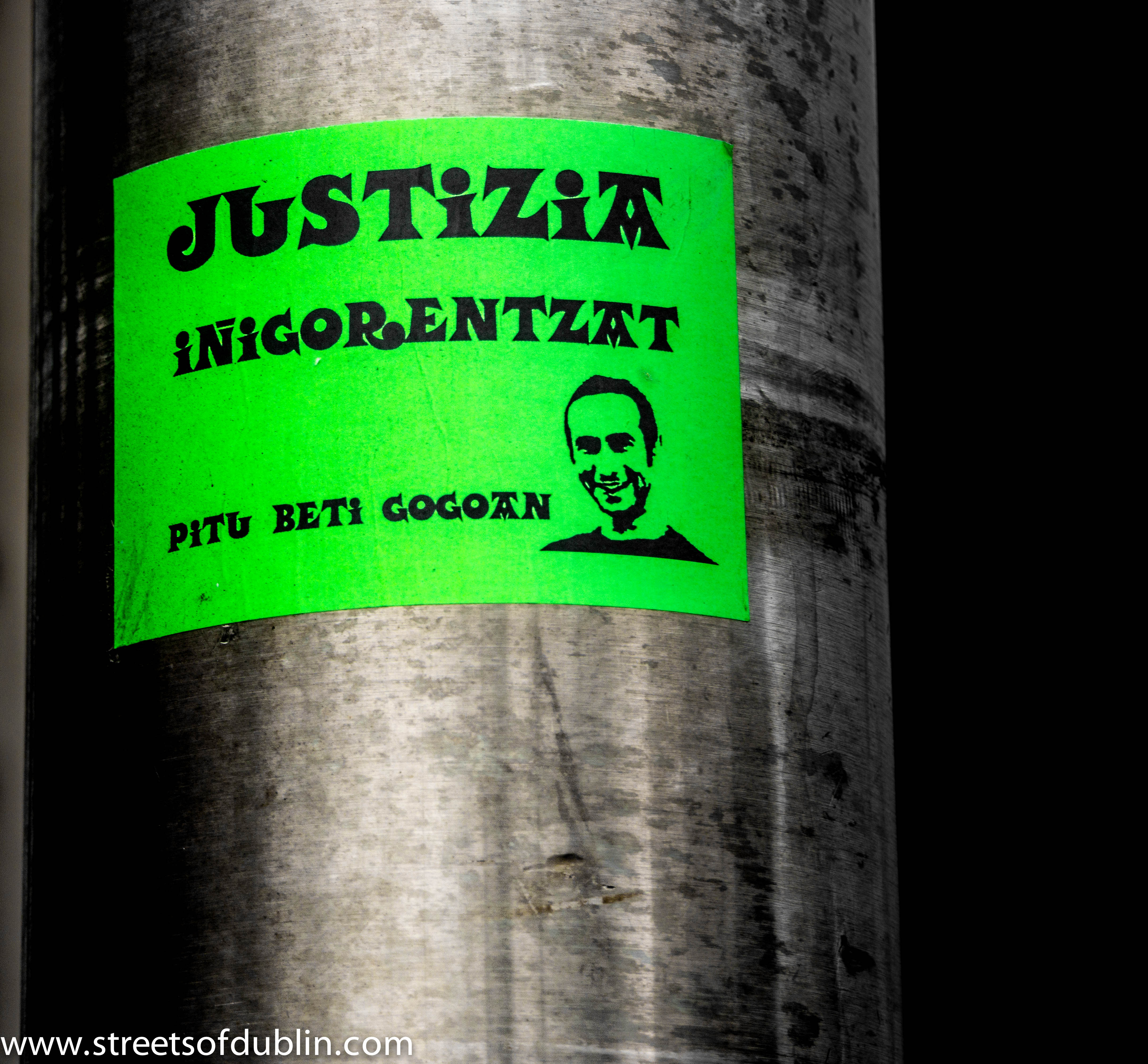
Autocollant réclamant justice pour la mort d'Iñigo Cabacas

Six ans après les faits, le procès de six policiers débute au Tribunal de Biscaye en octobre 2018. Ugarteko ne fait pas partie des accusés mais est appelé à témoigner : il nie toute responsabilité dans l'ordre ayant amené au tir mortel. Les accusés indiquent qu'ils ne savaient pas que l'usage d'un tir de flash-ball pouvait être mortel. 
L'auteur du tir n'est pas identifié et seul le responsable de l'opération sur le terrain, Juan José de Pablo, est condamné à deux ans de prison sans mandat de dépôt et quatre ans d'interdiction d'exercer la profession de policier. Les cinq autres policiers sont acquittés. Le verdict souligne que l'enquête a été déficiente. Le chef de la Ertzaintza Jorge Aldekoa démissionne après l'issue du procès. 
Des manifestations sont organisées pour dénoncer ce verdict perçu comme injuste par les soutiens de la famille de la victime.  
Le verdict est confirmé en janvier 2021 par la Cour suprême. Le policier condamné n'effectue cependant pas sa peine de prison. Les parents d'Iñigo Cabacas ont indiqué se tourner vers le Comité des droits de l'homme des Nations Unies.

## Débats sur l'utilisation du flash-ball par la police

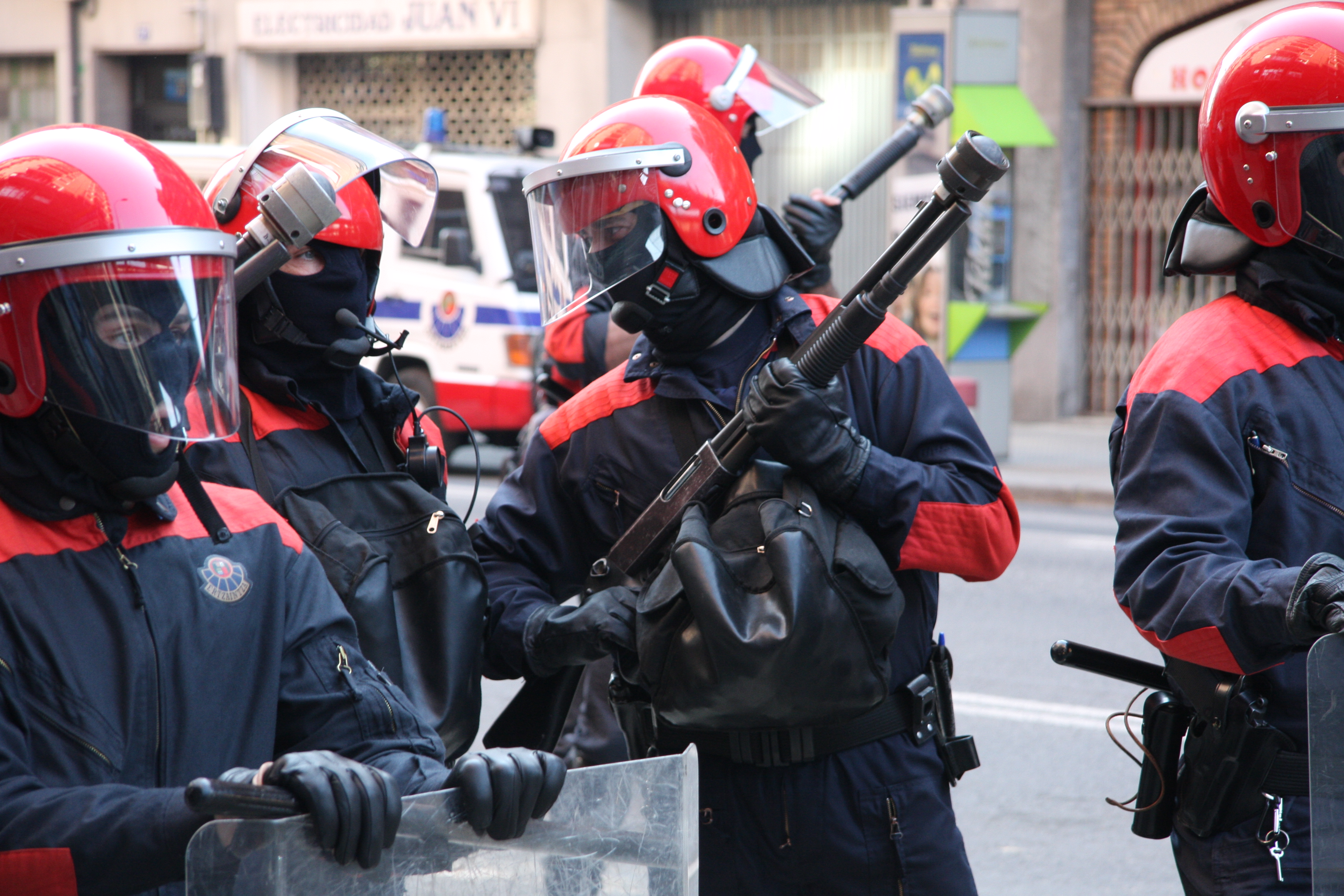
Policier de la Ertzaintza muni un lanceur de balle de défense.

La mort d'Iñigo Cabacas relance les débats sur l'usage de flash-ball par la police, plusieurs partis politiques de la gauche abertzale réclamant une révision des procédures d'intervention de la police. Quelques jours auparavant, Xuban Nafarrate était grièvement blessé à la tête par un tir de flash-ball lors d'une manifestation à Vitoria-Gasteiz. 
Le Ministère de l'Intérieur basque déclare peu après la mort de Cabacas que le modèle de flash-ball incriminé ne sera plus utilisé à partir du 1er janvier 2013 que par la Brigade mobile en cas d'émeutes graves. De nouveaux matériels "plus précis" et un encadrement plus strict de leur usage sont également annoncés par le ministère de l'Intérieur. Des matricules sont également désormais portés obligatoirement par les agents de la Ertzaintza.
En septembre 2012, Mostapha Laakel est gravement blessé au visage à la suite d'un tir de flash-ball lors d'une manifestation.
En 2022, le ministère de l'Intérieur espagnol indique avoir procédé à l'achat de près de 60 000 nouvelles munitions de flash-ball. L'association de défense des droits humains Iridia recense 26 blessures graves entre 2000 et 2020 dues à ce type d'arme, dont 15 qui ont engendré la perte d'un organe (principalement par éborgnement).

## Hommages
Les funérailles d'Iñigo Cabacas ont lieu à Bilbao le 11 avril 2012 en présence de centaines de personnes, dont des joueurs de l'Athletic Club. Il est inhumé à Okondo.
Le 5 avril 2013, une plaque est inaugurée par les parents de la victime en présence de centaines de personnes et du maire de la ville Iñaki Azkuna. La place près de laquelle il a été blessé est rebaptisée "Plaza Iñigo Cabacas Liceranzu" en 2022. 
Les supporters de Bilbao se regroupent derrière la bannière Íñigo Cabacas Herri Hermaila pour perpétuer la mémoire d'Iñigo Cabacas.
Un documentaire réalisé par Karlos Trijueque et intitulé "Iñigo Cabacas. Crónica de una herida abierta" est diffusé en 2024 afin de tenter de faire la lumière sur les responsables de la mort d'Iñigo Cabacas.